# Halopteris alternata
Halopteris alternata är en nässeldjursart som först beskrevs av Nutting 1900.  Halopteris alternata ingår i släktet Halopteris och familjen Halopterididae. Inga underarter finns listade i Catalogue of Life.